# Driekske van Bussel
Hendrikus van Bussel, plus connu sous le nom de Driekske van Bussel, est un archer néerlandais né le 18 novembre 1868 à Asten et mort le 27 avril 1951 à Helmond.

## Biographie
Driekske van Bussel est sacré champion olympique par équipes au tir au berceau à 28 mètres lors des Jeux olympiques d'été de 1920 se déroulant à Anvers. Hormis lui-même, l'équipe néerlandaise est composée de Joep Packbiers, Piet de Brouwer, Janus Theeuwes, Jo van Gastel, Tiest van Gestel, Janus van Merrienboer et Theo Willems.